# Benetton B201
A Benetton B201 vegy versenyautó, amellyel a Benetton csapat a 2001-es Formula–1-es szezonban versenyzett. Az autókat Giancarlo Fisichella, aki a negyedik idényét kezdte meg a csapatnál, és a Williamstől érkező Jenson Button vezette. Mark Webber volt a tesztpilóta. Az autó 2001 februárjában, Velencében került egy extravagáns műsor keretében bemutatásra.
A Benetton csapat számára 2001 egy korszak végét jelentette. Az 1986 óta létező csapatot 2000-ben eladták a Renault-nak, és 2002-ben a francia gyártó teljesen átvette a csapatot. A Renault 2001-es visszatérése az F1-be motorszállítóként három év szünet után azonban rendkívül problémásnak bizonyult az év nagy részében.
Az autó fő problémája a szokatlanul széles szögű (111°) motorkonfiguráció volt. Bár ez potenciális aerodinamikai előnyökkel járt, mivel alacsonyabban ült az alvázban, a motor kezdeti formája lóerő- és megbízhatósági hiányosságokat okozott. A szezon első fele katasztrofálisra sikeredett, mivel az autók gyakran küzdöttek azért, hogy a legjobb húszba kerüljenek, és csak a mezőny végén tudtak csatázni a Minardival. Fisichellának azonban sikerült szereznie egy pontot Interlagosban.
A szezon közepétől az autó folyamatosan javult, az átdolgozott aerodinamikával és egy hatékony indítás- és kipörgésgátló rendszerrel, amelyet a szezon során vezettek be. A motort átdolgozták, hogy megerősítsék a blokkot és javítsák a megbízhatóságot. Egy meglehetősen szerencsés dupla pontszerző helyezést Hockenheimben Fisichella kiemelkedő teljesítménye követett, amikor Spa-ban a harmadik helyet szerezte meg. Ezután következetesen harcolt a pontokért, még ha Button egész szezonban jobb teljesítményt nyújtott is csapattársánál.
A csapat végül 10 ponttal a hetedik helyen végzett a konstruktőri bajnokságban. Az autót a Renault teszt-kasztniként használta a 2002-es idényre való felkészülés során.
Az autókon a Mild Seven cigarettamárka feliratai voltak láthatóak, kivéve a francia, a brit és az amerikai nagydíjakon, ahol a dohányreklámok be voltak tiltva.

## Eredmények
| Év   | Csapat                      | Motor        | Gumik | Pilóták              | 1   | 2   | 3   | 4   | 5   | 6   | 7   | 8   | 9   | 10  | 11  | 12  | 13  | 14  | 15  | 16  | 17  | Pontk | Helyezés |
| ---- | --------------------------- | ------------ | ----- | -------------------- | --- | --- | --- | --- | --- | --- | --- | --- | --- | --- | --- | --- | --- | --- | --- | --- | --- | ----- | -------- |
| 2001 | Mild Seven Benetton Renault | Renault RS21 | M     |                      | AUS | MAL | BRA | SMR | ESP | AUT | MON | CAN | EUR | FRA | GBR | GER | HUN | BEL | ITA | USA | JPN | 10    | 7.       |
| 2001 | Mild Seven Benetton Renault | Renault RS21 | M     | Giancarlo Fisichella | 13  | KI  | 6   | KI  | 14  | KI  | KI  | KI  | 11  | 11  | 13  | 4   | KI  | 3   | 10  | 8   | 17† | 10    | 7.       |
| 2001 | Mild Seven Benetton Renault | Renault RS21 | M     | Jenson Button        | 14† | 11  | 10  | 12  | 15  | KI  | 7   | KI  | 13  | 16† | 15  | 5   | KI  | KI  | KI  | 9   | 7   | 10    | 7.       |

† - Nem fejezte be a futamot, de rangsorolták, miután teljesítette a versenytáv 90 százalékát.

## Forráshivatkozások
1. ↑  Best F1 car launches: 2001 Benetton B201 launch in Piazza San Marco, Venice | Formula 1® (angol nyelven). www.formula1.com. (Hozzáférés: 2022. február 8.)
2. ↑  Benetton B201 - F1technical.net. www.f1technical.net. (Hozzáférés: 2022. február 8.)
3. ↑  Driver Season Stats (amerikai angol nyelven). Racing-Reference. (Hozzáférés: 2022. február 8.)
4. ↑  B201: Benetton's last, Renault's first F1 car (holland nyelven). UNRACEDF1.COM, 2019. január 5. (Hozzáférés: 2022. február 8.)